# كوينتشي
كوينتشي (بالفرنسية: Cuinchy)‏ هي بلدية تقع في إقليم باد كاليه من منطقة نور با دو كاليه في شمال فرنسا. تبلغ مساحة هذه المدينة 4.15 (كم²)، وترتفع عن سطح البحر 21 م، يبلغ عدد سكانها 1666 نسمة حسب إحصاء المعهد الوطني للإحصاء والدراسات الاقتصادية سنة 2009 م. وترأس Dominique Delecourt البلدية خلال فترة (2008-2014).